# Vende-se um Véu de Noiva
Vende-se um Véu de Noiva é uma telenovela brasileira que foi produzida e exibida pelo SBT de 16 de junho de 2009 até 9 de janeiro de 2010, em 177 capítulos, substituindo Revelação e sendo substituída por Uma Rosa com Amor.
É uma versão da radionovela homônima Vende-se um Véu de Noiva de Janete Clair, que também inspirou a telenovela Véu de Noiva, escrita por Janete Clair para a Rede Globo em 1969. Foi adaptada por Íris Abravanel, Jaqueline Vargas e Yoya Wursch, com a colaboração de Caio Britto, Carlos Marques, Fany Lima, Grace Iwashita, Gustavo Braga, Helly Aguiar, Raphael Baumgardt e Rita Valente, sob direção de Luís Antônio Piá e Rodolfo Silot, com direção geral de Del Rangel.
Conta com Day Mesquita, Daniel Alvim, Elaine Cristina, Marcos Winter, Zé Carlos Machado, Thaís Pacholeck, Jiddu Pinheiro e Ana Carolina Godoy nos papéis principais.

## Antecedentes
A radionovela foi escrita na década de 60, originalmente para a Rádio Nacional. Janete Clair teve a inspiração ao ler um anúncio, Vende-se um véu de noiva, publicado num jornal carioca. Influenciada pelo sucesso de Beto Rockfeller pelo jeito moderno e arejado, a direção da Rede Globo produziu a telenovela Véu de Noiva, em 221 capítulos, entre 10 de novembro de 1969 a 27 de junho de 1970. Em 1971, a Televisa produziu uma versão mexicana intitulada Velo de novia, adaptada por Caridad Bravo Adams. Em 2003, a Televisa leva novamente a história ao ar, também chamada de Velo de novia.
Em 2009, Íris Abravanel conseguiu os direitos autorais para realizar um reboot da radionovela Vende-se um Véu de Noiva, escrita por Janete Clair, que já tinha inspirado a telenovela Véu de Noiva, também escrita por Janete Clair em 1969 para a Rede Globo. Na época, os contratos para as obras eram negociados sem exclusividade de poderem ser vendidos posteriormente. Íris Abravanel pensou em alterar o nome da novela para A Ilha do Profeta, porém preferiu manter o mesmo título da obra original.

## Enredo

### Primeira fase
1981. No litoral paulista, Maria Célia Baronese e Rubens Baronese tinham tudo para serem felizes. A não ser com a chegada da prima de Maria Célia, Eunice. Logo pela primeira vez que a vê, Cora Baronese, tia de Rubens e sócia majoritária da empresa Baronese Pescados, alimenta certa desconfiança da moça. Maria Célia está grávida e Eunice tem um plano que tinha de tudo para ser perfeito. Um dia, Rubens faz uma viagem de negócios. Eunice aproveita a oportunidade e diz a prima que quer visitar A Ilha do Profeta. Sem comunicar Cora, Eunice, Maria Célia e a empregada, Isabel, fazem o passeio até a ilha. Fabrício Vilela, amigo e empregado de Rubens leva as três para Ilha do Profeta. Mas ao chegar lá, a bolsa de Maria Célia estoura e o plano de Eunice tem ação. Ela impede que haja comunicação com o Guarujá e após nascer o filho de Maria Célia, ela o toma de seus braços. Eunice manda a empregada Isabel matar a criança, só que Isabel a contraria e leva a criança para Maria Célia. Com medo, Maria Célia corre pela ilha. A moça acaba tropeçando e acaba se segurando em um penhasco. A criança fica salva e logo Maria Célia vê Fabrício. Desesperada, pede que ele cuide da criança. O fiel empregado dos Baronese promete cuidar do bebê. Maria Célia morre ao cair ao mar. Ao descobrir o ocorrido, Eunice faz com que Isabel se sinta culpada e a empregada deixa a mansão dos Baronese.

### Segunda fase
28 anos se passam desde o acontecimento na Ilha. Fabrício se casou com Rita, uma moça da região. Por amor a Fabrício ela aceita registrar Daniel Vilela, que não é nada mais nada menos que o filho de Rubens e Maria Célia. Apenas Fabrício e Rita sabem disso. Além disso o casal tem outra filha Eliana Vilela que está de casamento marcado. Daniel é apaixonado pela "irmã", fato que tenta lutar contra. Cora Baronese continua com desconfiança de Eunice que agora é casada com Rubens Baronese. Rubens e Eunice têm um filho, Gustavo Baronese, que é noivo de Marize Franco. Eliana Vilela está de casamento marcado com o mecânico Mário. O que ela não espera é que um trágico episódio mudasse sua vida. Após o casamento, Mário e Eliana sofrem um acidente onde outro carro está envolvido. No outro carro está Gustavo Baronese que decide pagar todas as despesas de Eliana. Gustavo é apaixonado por Eliana, o que provoca a revolta de Eunice e o ciúme de Marize. Orgulhosa, Eliana não aceita a ajuda de Gustavo e passa a desprezá-lo. Então ela decide colocar seu véu de noiva à venda pela internet. Eunice descobrirá que Daniel é filho de Maria Célia e Rubens, e para que não tenha que dividir o dinheiro de Rubens, fará de tudo para que Daniel fique longe da família Baronese. Já Marize fará de tudo para impedir que Gustavo fique com Eliana. Todavia, Gustavo fará o possível para conquistar Eliana, que após o episódio do acidente, passou a desprezá-lo.

## Produção

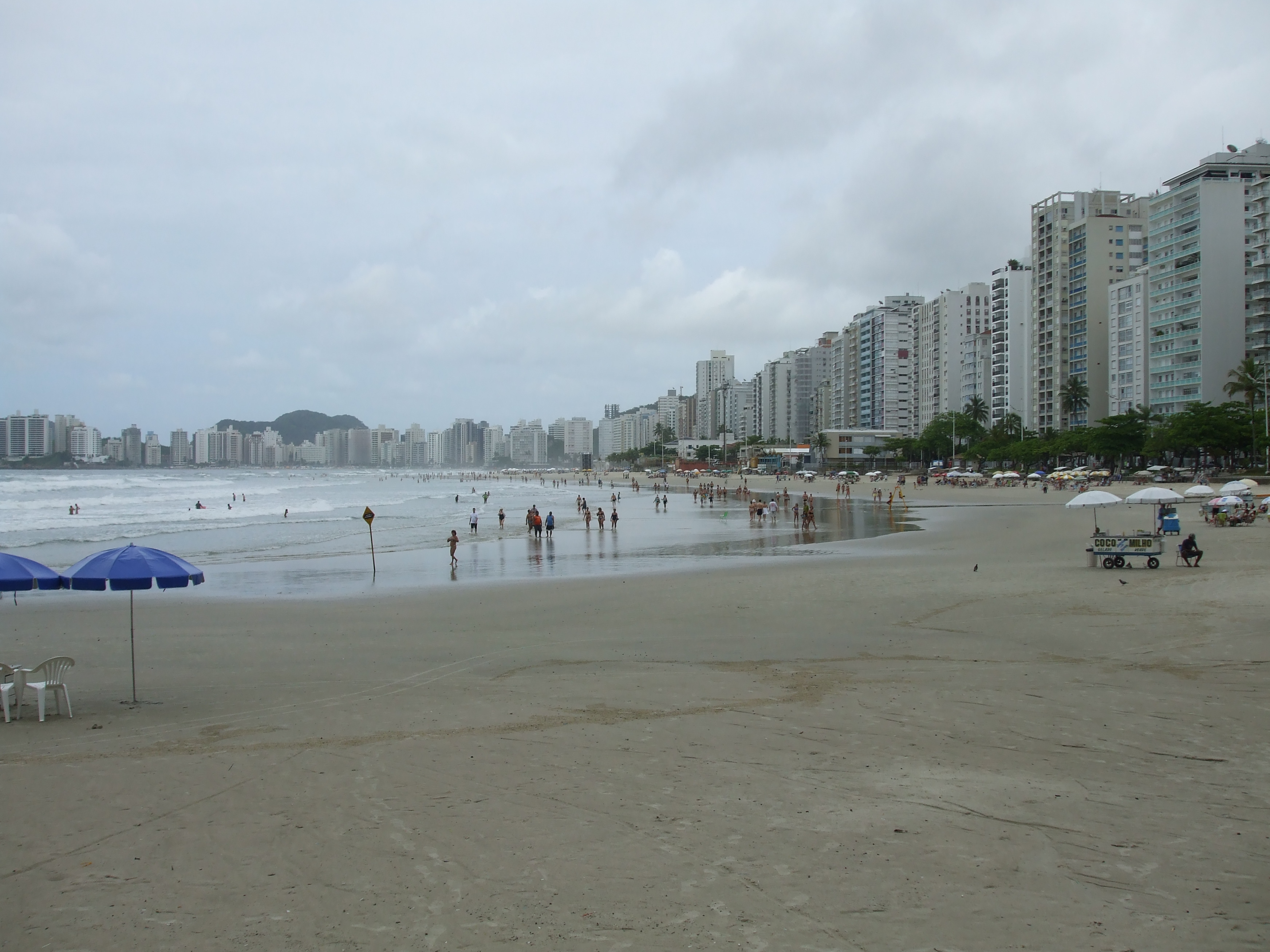
Praia das Pitangueiras um dos cenários da novela.

Em setembro de 2008, o SBT adquiriu todas as obras radiofônicas de Janete Clair, que consistiam em 35 textos para adaptações.
A primeira radionovela que a emissora decidiu adaptar foi Vende-se um véu de noiva. Ficou decidido que a adaptação ficaria a cargo de Iris Abravanel.
A trama teve título provisório de A Ilha do Profeta. Porém o nome não agradou à direção do SBT, que decidiu manter o nome original.
A telenovela tinha previsão de 188 capítulos, cada capítulo custou R$ 180 mil e a primeira telenovela do SBT a ser captada e exibida em Full HD. Nos seis primeiros capítulos, passados na década de 80, foi utilizado a técnica colorimetria.
Ambientada no Guarujá, na Praia do Perequê, no litoral paulista, as principais locações foram centradas na cidade do Guarujá, explorando praias e ilhas. A Ilha dos Arvoredos, frente à praia de Pernambuco, foi um dos cenários. Uma casa de campo em Itatiba, interior de São Paulo, também foi palco de um dos núcleos do folhetim. O restante das filmagens foram feitas nos estúdios 7, 8 e na cidade cenográfica na sede do SBT, o CDT da Anhanguera, em Osasco, São Paulo. Suas gravações tiveram início em Abril e foram encerradas em Outubro, de 2009.
A abertura foi feita numa piscina com uma modelo e com a ajuda do presidente Roberto Faissal da Associação Brasileira de Cinematografia.
A telenovela contou com a participação do apresentador Ratinho, interpretando um poderoso advogado e de Carlos Alberto de Nóbrega vivendo o irmão de Zé Moréia (Antonio Petrin). A apresentadora Hebe Camargo também fez uma participação na novela como uma membro da A.M.E. (Associação das Mulheres Encalhadas).

## Audiência
Com o fracasso do folhetim anterior o SBT partiu para Vende-se um Véu de Noiva com muitas estratégias. Em suas chamadas o apresentador César Filho exaltava a qualidade da trama afirmando que era melhor que as novelas da Rede Globo e Record.
Com meta 10 pontos, Vende-se um Véu de Noiva registrou 5 pontos de audiência na sua estreia. O primeiro capítulo foi alvo de críticas e elogios de Patrícia Kougut do jornal O Globo: "A novela adaptada por Íris Abravanel da história original de Janete Clair é um concentrado de diálogos mal amarrados e interpretações amadorísticas. A história, pelo menos neste primeiro capítulo, pareceu cheia de clichês, o que, num dramalhão, não seria demérito não fosse o resultado confuso e quase colegial."
Ao decorrer da trama, a novela obteve uma média de 4 pontos oscilando entre 3 e 5. Índices considerados insatisfatórios pelo SBT.
No capítulo exibido em 6 de novembro de 2009 a trama conseguiu 4 pontos, ficando atrás de Poder Paralelo da Record TV, e Rede Globo que exibia o seriado A Grande Família no horário. No dia 28 de agosto de 2009 a trama alcançou 4 pontos, ficando novamente atrás da Record TV e Rede Globo
No capítulo exibido no dia 16 de outubro de 2009, o folhetim registrou uma péssima audiência de 3 pontos.
Com audiência pífia, a direção do SBT decidiu encurtar a telenovela reeditando e compactando capítulos que já haviam sido gravados para antecipar a exibição do último capítulo.
No antepenúltimo capítulo exibido em 7 de janeiro de 2010, a trama reagiu registrando 7 pontos de audiência. Ficando atrás somente de Poder Paralelo que marcou 12 pontos e da minissérie Dalva e Herivelto com 30 pontos.
Em seu último capítulo exibido em 9 de janeiro de 2010, a novela obteve 7 pontos de audiência com picos de 10.

## Elenco
| Intérprete         | Personagem                            |
| ------------------ | ------------------------------------- |
| Day Mesquita       | Eliana Vilela                         |
| Daniel Alvim       | Gustavo Baronese                      |
| Elaine Cristina    | Eunice Baronese                       |
| Marcos Winter      | Dr. Homero Reis                       |
| Ana Carolina Godoy | Marize Franco                         |
| Zé Carlos Machado  | Rubens Baronese                       |
| Thaís Pacholek     | Renata Onofre                         |
| Thaís Pacholek     | Maria Célia (1ª. fase)                |
| Jiddu Pinheiro     | Daniel Vilela / Rubens Baronese Filho |
| Sérgio Abreu       | Leonardo Carvalho                     |
| Marcela Muniz      | Jaqueline Gusmão (Jackie)             |
| Tânia Bondezan     | Rita Vilela                           |
| Roberto Lopes      | Fabrício Vilela                       |
| Maria Estela       | Srª. Cora Baronese                    |
| Douglas Aguillar   | Lúcio Salvador (Marujo)               |
| Maristane Dresch   | Yasmin Jamba                          |
| Antonio Petrin     | Zé Moréia                             |
| Bukassa Kabengele  | Ulisses Jamba                         |
| Renata Zhaneta     | Irani Jamba                           |
| Felipe Cardoso     | Flávio Marques                        |
| Cláudia Mello      | Glória Onofre                         |
| Moacyr Franco      | Walter                                |
| Anastácia Custódio | Isabel Ribeiro                        |
| Ernando Thiago     | Josias Ribeiro                        |
| Janaína Lince      | Priscila Amaral                       |
| Velson D'Souza     | Cauã Jamba                            |
| Rafael Fernandes   | Téo Moreira                           |
| Maurício de Barros | Ney Rocha                             |
| Ilana Kaplan       | Daura                                 |
| Veridiana Toledo   | Patrícia                              |
| Marcelo Saback     | Roberto                               |
| Ariel Moshe        | Clodoaldo / Clóvis                    |
| Alexandre Bacci    | Tobias                                |
| Saulo Meneghetti   | Felipe                                |
| Nábia Vilela       | Maria das Graças                      |
| Daniela Franco     | Cida                                  |
| Caroline Molinari  | Manuela Marques                       |
| Marcelo Arnal      | Ricardo                               |
| Rafael Formenton   | Ricardo Pedreira                      |
| Thomaz Costa       | Lucas                                 |
| Felipe Severo      | Quinzinho                             |
| Rayana Vidal       | Bruna                                 |

### Participações especiais
| Intérprete                | Personagem         |
| ------------------------- | ------------------ |
| Nando Rodrigues           | Rubens (jovem)     |
| Samantha Dalsoglio        | Eunice (jovem)     |
| Hebe Camargo              | Santa Chanel       |
| Talita Castro             | Cristina Medeiros  |
| Fábio Villa Verde         | Mário              |
| Cristina Sano             | Drª. Wilma         |
| Guilherme Lopes           | Klaus              |
| Lívia Andrade             | Luciana            |
| Patrícia Salvador         | Monica             |
| Ratinho                   | Dr. Caetano        |
| Christina Rocha           | Evinha Medeiros    |
| Carlos Alberto de Nóbrega | Juca Moréia        |
| Marcelo Batista           | Ulisses (jovem)    |
| Márcia de Oliveira        | Isabel (jovem)     |
| Ronaldo Oliva             | Zé Moreia (jovem)  |
| Cristina Rio Branco       | Irani (jovem)      |
| Elam Lima                 | Fabrício (jovem)   |
| Wanessa Morgado           | Rita (jovem)       |
| Gabriel Miziara           | Clóvis (jovem)     |
| Fabianna Brazil           | Andressa Carla     |
| Daniel Morozetti          | Rafael             |
| Alejandra Sampaio         | Dedina             |
| Fábio Saltini             | Montanha           |
| Vinícius Ricci            | Flávio             |
| Fernando Patau            | Delegado Marcondes |
| Lara Córdula              | Drª. Amanda        |
| Thiago Giacomini          | Léo                |
| Cris Poli                 | Ela mesma          |
| Isabela Fiorentino        | Ela mesma          |
| Arlindo Grund             | Ele mesmo          |
| Eliana                    | Ela mesma          |

## Exibição

### Outras mídias
Nunca reprisada em TV Aberta, desde sua exibição original, está sendo reexibida desde 2 de dezembro de 2024 pelo canal Fast +Novelas no streaming +SBT, substituindo Maria Esperança e sendo substituída por As Pupilas Do Senhor Reitor na faixa das 2h, com reprises ás 10h e 18h, além de maratona semanal aos sábados.
Foi disponibilizada com todos os seus 177 capítulos no +SBT desde 3 de abril de 2025.

## Trilha sonora

### Músicas do CD
Capa: Dayenne Mesquita e Daniel Alvim
1. Um Novo Amor - Flávio Venturini
2. Over the Rainbow - Thaeme Mariôto
3. You Are Everything - Shirley Carvalho
4. Vem Morar Comigo - Cidade Negra
5. Você Foi Atriz - Eduardo Costa part. Bruno & Marrone
6. Versos Simples - Chimarruts
7. Esperando Aviões - Vander Lee
8. You Make Me Feel Brand New - Simply Red
9. El Gran Desfile - Los Pericos
10. Rua do Sosego - Muamba Bitt
11. Noiei - ID3
12. In Your Arms - Claudia Albuquerque
13. Retrato em Preto e Branco - Chico Buarque
14. Felicidade Não Espera - Ronny & Rangel
15. Dias de Sol - Cheiro de Amor
16. Não Custa Tentar - Pedro Nassif
17. Pérola - Alma Serrana
18. Doce Mel - Cyz
19. Pout-Pourri - Dom Quirino

### Todas as Músicas da Novela
1. Um Novo Amor - Flávio Venturini (tema de abertura)
2. El Gran Desfile (Fico Assim Sem Você) - Los Pericos
3. Esperando Aviões - Vander Lee -
4. In Your Arms - Cláudia Albuquerque -
5. Na Rua do Sossego - Muamba Bitt
6. Banho de Lua - Celly Campello
7. Retrato em Preto e Branco - Chico Buarque
8. Vem Morar Comigo - Cidade Negra
9. Versos Simples - Chimarruts
10. You Are Everything - Shirley Carvalho
11. Somewhere Over The Rainbow - Israel Kamakawiwo'Ole
12. Em Cada Nuvem Lá do Céu - Nathália Siqueira
13. Dias de Sol - Cheiro de Amor
14. Visitar a Rede - Moacyr Franco
15. Quando eu Noiei - ID3[31]
16. Até o fim - Banda Strike[31]
17. onde eu errei- Bruno Miguel

## Exibição internacional
- Angola
- Portugal
- Moçambique